# Ferdinand Götz
Ferdinand Götz (* 12. Juni 1955 in Strobl) ist ein österreichischer Künstler.

## Leben
Ferdinand Götz ist künstlerischer Autodidakt. Er arbeitet mit verschiedenen Formen der bildenden Kunst wie Malerei, Grafik, Skulptur, Fotografie und sucht auch eine Verbindung zu Film und Literatur. In seinem Schaffen bedient er sich „Metaphern von starker Ausdruckskraft, die mitunter eine Affinität zum Phantastischen zeigen. Mit reduzierten Mitteln stellt er etwa Menschen dar, die miteinander in einer nur wenig definierten Beziehung stehen.“ In seinem über 15 Jahre betriebenen Projekt constructing a house entwickelte er Gegenmodelle zu einer absurden Behausungswelt. Götz gehört neben Peter Assmann, Richard Wall und Paul Jaeg der Künstlergruppe Sinnenbrand an.
2007 hatte er für den Aufführungsort Hallstatt die künstlerische Leitung des Multimedia-Projekts „Die Insel der Vogelmänner - The Island of the Birdmen - St. Kilda“, einer Oper von Lew Bogdan und Ian Finlay Macleod (Text) sowie David Paul Graham und Jean-Paul Dessy (Komposition), die simultan in fünf europäischen Ländern aufgeführt wurde.
Werke des Künstlers befinden sich in öffentlichen Sammlungen, z. B. der Artothek des Bundes und der Kunstsammlung des Landes Oberösterreich.
Seit dem Frühjahr 2013 ist Götz Kurator des Kunsthauses Deutschvilla in Strobl am Wolfgangsee. Er lebt in Bad Ischl.

## Einzelausstellungen (Auswahl)
| - 1983 Zürich, Galerie Zweiacker - 1984 Salzburg, Galerie Brodil - 1986 Grenchen, Galerie Brechbühl - 1986 Linz, '88 Galerie Hofstöckl - 1986 Salzburg, Traklhaus - 1988 Linz, Galerie Hofkabinett - 1990 Wien, Raum 1/9 - 1990 St. Gallen, Galerie Metschjeta - 1990 Wels, Galerie A4 - 1990 London, Pomeroy Purdy Gallery - 1991 Linz, '96 Galerie Figl - 1991 Schärding, Galerie am Stein - 1991 Erlangen, Galerie Beck - 1992 Salzburg, Galerie der Stadt Salzburg - 1993 Steyr, Galerie Pohlhammer - 1993 Graz, Galerie Lendl | - 1994 Linz, Galerie im Stifterhaus - 1996 Essen, Galerie Last/Zick - 1997 Forbach (Moselle), Kunstverein L'Œil - 1997 Kitzbühel, Galerie Zeitkunst - 1997 Vorchdorf, Galerie Spitzbart - 2003 Wels, Galerie der Stadt Wels - 2003 Phoenix (Arizona), Northlight Gallery - 2005 Baden bei Wien, Kunstverein Baden bei Wien - 2005 Bischofszell (Schweiz), Galerie Siemer - 2005 Strobl, Deutschvilla - 2005 Linz, Galerie Halle Scheutz - 2006 Linz, Ursulinenhof - 2006 Graz, Museum der Wahrnehmung - 2009 Unterdecken, Galerie im Schloss Porcia in Spittal an der Drau - 2011 Cacher, Galerie im Trakl Haus, Salzburg - 2013 Nachtung, Kubin-Haus Zwickledt | - 2013 Kreisen, Galerie Hofkabinett, Linz - 2014 Malerei – Ferdinand Götz, Stadtmuseum Bad Ischl - 2017 Wie Wasser trocknet, Galerie Ganghof, Berchtesgaden |

## Performance
- 2011 „Empört euch!“, Kulturpavillon „White Noise“, Salzburg
- 2011 „Round Table Diner“, Neues Musiktheater, Neues Musiktheater Linz
- 2017 Performance im Rahmen des Bad Ischler Festivals „Silbentanz“[17]

## Kunst im öffentlichen Raum
- 1992 Brunnen, Bundesgymnasium und Bundesrealgymnasium Hallein[18]
- Mahnmal Arbeitslager Traunsee, Traunkirchen[19][20]